# 日本の博物館の一覧
日本の博物館の一覧（にほんのはくぶつかんのいちらん）は、日本にある博物館の一覧である。

## 北海道
- 旭川市科学館 サイパル
- 旭川市博物館
- 足寄動物化石博物館
- 網走市立郷土博物館
- 石原裕次郎記念館
- 井上靖記念館
- 岩見沢郷土科学館
- 江差町郷土資料館
- エドウィン・ダン記念館
- 恵庭市郷土資料館
- 小樽市総合博物館
- 小樽文学館
- 永倉新八記念館
- 北海道立オホーツク流氷科学センター
- オホーツク流氷館
- かかし古里館
- 旧函館博物館1号・2号
- 釧路市こども遊学館
- 釧路市立博物館
- 港文館
- 札幌市アイヌ文化交流センター
- 札幌市交通資料館
- 札幌市資料館
- 札幌市水道記念館
- 札幌市青少年科学館
- 札幌市手稲記念館
- 札幌市豊平川さけ科学館
- 札幌市埋蔵文化財センター 札幌市中央区
- サッポロビール博物館
- 札幌村郷土記念館
- 沙流川歴史館
- 標津サーモン科学館
- 市立函館博物館
- 北海道坂本龍馬記念館
- 土方・啄木浪漫館 - 建物老朽化などのため2024年（令和6年）10月末で閉館[1]
- サケのふるさと　千歳水族館
- 月形樺戸博物館
- 大鵬相撲記念館
- 弟子屈町屈斜路コタンアイヌ民俗資料館
- 天体工場
- 苫小牧市科学センター
- 中標津町郷土館 標津郡中標津町丸山
- ナリタブライアン記念館
- 日本銀行旧小樽支店金融資料館
- 二風谷アイヌ文化博物館
- 登別市郷土資料館
- 博物館網走監獄
- 函館市青函連絡船記念館摩周丸
- 函館市文学館
- 函館市北洋資料館
- ピアソン記念館
- 東川町郷土館
- 日高山脈博物館
- 福島町青函トンネル記念館
- ふらび
- 北欧館パン博物館
- 北鎮記念館
- 北網圏北見文化センター
- 北海道博物館 札幌市厚別区厚別
- 北海道開拓の村
- 北海道立アイヌ総合センター
- 北海道立文学館
- 北海道立埋蔵文化財センター
- 北海道立北方民族博物館 網走市字潮見
- 北方館 根室市納沙布岬36-6
- 北方領土館 標津郡標津町
- 三浦綾子記念文学館
- 三笠市立博物館
- 三笠鉄道記念館
- 宮尾登美子文学記念館
- むかわ町穂別地球体験館
- 室蘭市青少年科学館
- 紋別市立博物館
- 八雲町郷土資料館
- 山の水族館
- 夕張市石炭博物館
- 横綱千代の山・千代の富士記念館
- 留萌市海のふるさと館
- 開陽丸記念館
- 菊池季一郎記念館
- 稚内市開基百年記念塔・北方記念館
- 稚内市立ノシャップ寒流水族館
- 和寒町郷土資料館

## 東北

### 青森県
- 青森県立郷土館
- 青森県立三沢航空科学館
- 青森市森林博物館
- 安藤昌益資料館
- 青函連絡船メモリアルシップ八甲田丸
- 太宰治記念館 「斜陽館」
- 津軽こけし館
- 八戸市縄文学習館
- 八戸市博物館
- 八戸市埋蔵文化財センター 是川縄文館
- 八戸市水産科学館
- はっち
- みちのく北方漁船博物館
- みちのく歴史人物資料館
- むつ科学技術館

### 岩手県
- 石と賢治のミュージアム
- 岩手県立博物館
- 一関市博物館
- 奥州市牛の博物館
- 北上市立博物館
- サトウハチロー記念館
- 太陽と風の家
- たたら館
- 遠野蔵の道ギャラリー
- 遠野城下町資料館
- 遠野市立博物館・図書館
- 日本現代詩歌文学館
- 花巻歴史民俗資料館
- 碧祥寺博物館
- みちのく民俗村
- 三船十段記念館
- 盛岡市遺跡の学び館

### 宮城県
- 石ノ森萬画館
- 大崎市三本木亜炭記念館
- 大崎市松山酒ミュージアム
- 大崎市松山ふるさと歴史館
- カメイ美術館
- 感覚ミュージアム
- 魚竜館
- 気仙沼市大谷鉱山歴史資料館
- 仙台市科学館
- 仙台市戦災復興記念館
- 仙台市博物館
- 仙台文学館
- 地底の森ミュージアム
- 東北歴史博物館
- 東北大学総合学術博物館
- 日本こけし館
- ベルギーオルゲールミュージアム
- 七夕ミュージアム

### 秋田県
- 秋田市立赤れんが郷土館
- 秋田市立佐竹史料館
- 秋田大学附属鉱業博物館
- 小坂町総合博物館郷土館
- 秋田市立佐竹史料館
- 東海林太郎音楽館
- 白瀬南極探検隊記念館
- 田沢湖郷土史料館
- 仁別森林博物館
- 秋田県立農業科学館
- ノースアジア大学雪国民俗館
- 秋田県立博物館
- フェライト子ども科学館
- 秋田犬会館

### 山形県
- 斎藤茂吉記念館
- 致道博物館
- 鶴岡市立藤沢周平記念館
- 天童オルゴール博物館
- 文翔館
- 紅花資料館
- まほろば・童話の里 浜田広介記念館
- 宮坂考古館
- 最上義光歴史館
- 山形県立博物館
- 山形市産業歴史資料館
- 山寺芭蕉記念館
- 米沢市上杉博物館
- 清河八郎記念館

### 福島県
- 会津新選組記念館
- 会津藩校日新館
- アウシュヴィッツ平和博物館
- 安積歴史博物館
- いわき市暮らしの伝承郷
- いわき市考古資料館
- いわき市石炭・化石館
- いわき市立草野心平記念文学館
- 奥会津博物館
- 郡山市開成館
- 郡山市ふれあい科学館
- 郡山市歴史資料館
- こおりやま文学の森資料館
- 事故の歴史展示館
- 須賀川市立博物館
- ただみ・モノとくらしのミュージアム
- 富岡町文化交流センター学びの森
- 中山義秀記念文学館
- 野口英世記念館
- 磐梯山噴火記念館
- 東日本大震災・原子力災害伝承館
- 白虎隊伝承史学館
- 白虎隊記念館
- 福島県立博物館
- 福島市飯野UFOふれあい館
- 南相馬市博物館

## 関東

### 茨城県
- 古河歴史博物館
- 土浦市立博物館
- ミュージアムパーク茨城県自然博物館

### 栃木県
- 小山市立博物館
- 佐野市郷土博物館
- 栃木県立博物館
- 道の駅那須野が原博物館
- 壬生町おもちゃ博物館
- 栃木県立日光自然博物館
- 大麻博物館

### 群馬県
- 群馬県立自然史博物館
- 群馬県立歴史博物館

### 埼玉県
- 埼玉県立歴史と民俗の博物館
- 埼玉県立さきたま史跡の博物館
- 埼玉県立嵐山史跡の博物館
- 埼玉県立近代美術館
- 埼玉県立自然の博物館
- 埼玉県立川の博物館
- 渋沢栄一記念館
- 角川武蔵野ミュージアム

### 千葉県
- 我孫子市鳥の博物館
- 浦安市郷土博物館
- 九十九里いわし博物館
- 航空科学博物館
- 国立歴史民俗博物館
- 芝山古墳・はにわ博物館
- 千葉県立関宿城博物館
- 千葉県立中央博物館
- 流山市立博物館
- 野田市郷土博物館
- 松戸市立博物館
- 戸定邸
- 鈴木貫太郎記念館
- 館山市立博物館
- 八犬伝博物館

### 東京都
- 北区飛鳥山博物館
- 白根記念渋谷区郷土博物館・文学館
- 杉並区立郷土博物館
- 東京国立博物館
- 東京都江戸東京博物館
- 国立科学博物館
- 土方歳三資料館
- 井上源三郎資料館
- 佐藤彦五郎新選組資料館
- 日野市立新選組のふるさと歴史館
- 小島資料館

#### 千代田区
- 三菱UFJ信託銀行 信託博物館

### 神奈川県
- 神奈川県立生命の星・地球博物館
- 藤子・F・不二雄ミュージアム
- 横須賀市自然・人文博物館
- 川崎市市民ミュージアム
- 相模原市立博物館

## 中部

### 新潟県
- 新潟県立自然科学館
- 新潟県立歴史博物館
- 長岡戦災資料館
- 新潟市歴史博物館
- 新潟市新津鉄道資料館
- 燕市産業史料館
- 三条市歴史民俗産業資料館
- 上越市立歴史博物館
- フォッサマグナミュージアム
- 田中角栄記念館

### 富山県
- 高志の国文学館
- 富山県立山（たてやま）博物館
- 富山市科学博物館
- 富山市郷土博物館
- 高岡市立博物館
- 魚津埋没林博物館
- ほたるいかミュージアム

### 石川県
- 石川県立自然史資料館
- 石川県立歴史博物館

### 福井県
- 福井県立恐竜博物館
- 福井市立郷土歴史博物館

### 山梨県
- 山梨県立博物館

### 長野県
- 長野県立歴史館

### 岐阜県
- 岐阜県博物館

- 岐阜女子大学デジタルミュージアム

### 静岡県
- ふじのくに地球環境史ミュージアム
- 浜松市博物館

奇石博物館

### 愛知県
- 名古屋市博物館
- 岡崎市美術博物館
- 豊橋市美術博物館
- 蒲郡市博物館
- 春日井市立郷土館

### 三重県
- 三重県総合博物館
- 石水博物館
- 斎宮歴史博物館
- 伊賀流忍者博物館
- 鳥羽市立海の博物館
- 貨物鉄道博物館
- 皇學館大学佐川記念神道博物館

## 近畿

### 滋賀県
- 滋賀県立琵琶湖博物館
- 彦根城博物館

### 京都府
- 京都国立博物館

### 大阪府
- 国立民族学博物館

### 兵庫県
- 神戸市立博物館

### 奈良県
- 奈良国立博物館

### 和歌山県
- 和歌山県立紀伊風土記の丘

## 中国

### 鳥取県
- 青山剛昌ふるさと館
- 石谷家住宅
- 因幡万葉歴史館
- 海とくらしの史料館
- かにっこ館
- 上淀白鳳の丘展示館
- 倉吉線鉄道記念館
- 倉吉博物館・倉吉歴史民俗資料館
- 山陰海岸ジオパーク海と大地の自然館
- 山陰歴史館
- 陣所の館
- 鳥取県立博物館
- 鳥取県立氷ノ山自然ふれあい館響の森
- 鳥取市歴史博物館
- 鳥取二十世紀梨記念館
- 西河克己映画記念館
- 若桜郷土文化の里
- わらべ館

### 島根県
- 出雲科学館
- 小泉八雲記念館
- 小泉八雲旧居
- 島根県立古代出雲歴史博物館
- 島根県立三瓶自然館
- 島根県立しまね海洋館
- 島根大学総合博物館
- 島根大学旧奥谷宿舎
- 竹島資料室
- 中村元記念館
- 仁摩サンドミュージアム
- 水の国
- 和鋼博物館

### 岡山県
- 井笠鉄道記念館
- 犬養木堂記念館
- 岡山県立博物館
- 岡山シティミュージアム
- 岡山天文博物館
- 海遊文化館
- 笠岡市立カブトガニ博物館
- 倉敷アイビースクエア
- 倉敷市立自然史博物館
- 倉敷民藝館
- 現代医学教育博物館
- 現代玩具博物館
- 児島市民交流センター
- 高梁市成羽美術館
- 玉野市立海洋博物館
- 玉野市立玉野海洋博物館
- 津山洋学資料館
- なぎビカリアミュージアム
- 美星天文台
- 備前長船刀剣博物館
- 備前市歴史民俗資料館
- ベンガラ館
- 武蔵資料館
- 和気町歴史民俗資料館

### 広島県
- 安芸高田市歴史民俗資料館
- 入船山記念館
- いろは丸展示館
- 因島史料館（2025年3月30日閉館）[2][3]
- 江戸みなとまち展示館
- 大久野島毒ガス資料館
- 大崎上島町 ふれあい郷土資料館
- 太田家住宅
- おのみち映画資料館
- おのみち文学の館
- おのみち歴史博物館
- 海上自衛隊呉史料館
- 神辺歴史民俗資料館
- 旧木原家住宅
- 久井歴史民俗資料館
- 口和郷土資料館
- 熊野町郷土館
- 呉市海事歴史科学館
- 呉市立 倉橋歴史民俗資料館
- 呉市歴史民俗資料館
- 健康科学館
- 古代製塩遺跡復元展示館
- 佐伯歴史民俗資料館
- シュモーハウス
- 庄原市 口和郷土資料館
- しんいち歴史民俗博物館
- 世羅郷土民俗資料館
- 戦国の庭歴史館
- 竹原市歴史民俗資料館
- 千代田歴史民俗資料館
- 鞆の浦歴史民俗資料館
- 似島平和資料館
- 日本郷土玩具博物館
- 日本はきもの博物館
- 土師民俗資料館
- 八本松歴史民俗資料館
- ハワイ移民資料館　仁保島村
- 広島県立歴史博物館
- 広島県立歴史民俗資料館
- 広島市江波山気象館
- 広島市郷土資料館
- 広島市交通科学館
- 広島市こども文化科学館
- 広島市水道資料館
- 広島大学総合博物館
- 広島逓信病院旧外来棟被爆資料室
- 広島平和記念資料館
- 福山市神辺歴史民俗資料館
- 福山市人権平和資料館
- 福山自動車時計博物館
- ふくやま文学館
- 府中家具木工資料館
- 府中市上下歴史文化資料館
- 府中市歴史民俗資料館
- 府中町歴史民俗資料館
- 筆の里工房
- ホロコースト記念館
- マツダミュージアム
- 三永歴史民俗資料館
- 三原市歴史民俗資料館
- 宮島歴史民俗資料館
- 三次市歴史民俗資料館・辻村寿三郎人形館
- 三次もののけミュージアム
- 三和町郷土資料館
- 木炭自動車とレトロ車館
- 基町資料室
- 安浦歴史民俗資料館（南薫造記念館）
- 吉和歴史民俗資料館
- 頼山陽史跡資料館
- 早稲田神社郷土資料館

### 山口県
- 下関市立考古博物館
- 萩市自然と歴史の展示館
- 萩博物館
- 山口市歴史民俗資料館
- 山口県立山口博物館
- 緑と花と彫刻の博物館•ときわミュージアム
- 美祢市立秋吉台科学博物館

## 四国

### 徳島県
- 藍の館
- あすたむらんど徳島
- 阿南市科学センター
- 阿波おどり会館
- 阿波銀プラザ
- 阿波十郎兵衛屋敷
- 阿波木偶館
- 阿波木偶人形会館
- 阿波の藍染しじら館
- 大うなぎ水族館イーランド
- 川田民俗資料館
- こくふ街角博物館
- 徳島県郷土文化会館
- 徳島県立大鳴門橋架橋記念館
- 徳島県立鳥居龍蔵記念博物館
- 徳島県立文学書道館
- 徳島県立博物館
- 徳島県立文書館
- 徳島県立埋蔵文化財総合センター
- 徳島市立考古資料館
- 徳島市天狗久資料館
- 徳島市立徳島城博物館
- 鳴門市ドイツ館
- パゴダ平和記念塔
- 日和佐うみがめ博物館カレッタ
- 松茂町歴史民俗資料館・人形浄瑠璃芝居資料館
- モラエス館
- 技の館

### 香川県
- 石の民俗資料館
- 香川県立ミュージアム
- 鎌田共済会郷土博物館
- 四国村
- 小豆島尾崎放哉記念館
- ジョージナカシマ記念館
- 塩飽勤番所
- 瀬戸大橋記念館
- 瀬戸内海歴史民俗資料館
- 壺井栄文学館
- とらまる人形劇ミュージアム
- 丸亀市うちわの港ミュージアム
- 丸亀市立資料館
- 陸上自衛隊善通寺駐屯地資料館

### 愛媛県
- 五十崎凧博物館
- 伊丹十三記念館
- 今治市村上海賊ミュージアム
- 宇和島市立伊達博物館
- 宇和島市立歴史資料館
- 愛媛県生涯学習センター
- 愛媛県総合科学博物館
- 愛媛県歴史文化博物館
- 愛媛大学ミュージアム
- 面河山岳博物館
- 開明学校
- 紙のまち資料館
- かわのえ高原ふるさと館
- 来島海峡展望館
- 坂の上の雲ミュージアム
- 四国鉄道文化館
- 砥部焼伝統産業会館
- 広瀬歴史記念館
- 別子銅山記念館
- 松山市考古館
- 松山市立子規記念博物館
- 村上三島記念館（今治市上浦歴史民俗資料館）

### 高知県
- いの町紙の博物館
- 旧山内家下屋敷長屋
- 高知県立坂本龍馬記念館
- 高知県立文学館
- 高知県立歴史民俗資料館
- 高知市立自由民権記念館
- 高知市立龍馬の生まれたまち記念館
- 佐川町立青山文庫
- 四国自動車博物館
- 中岡慎太郎館
- はらたいらと世界のオルゴールの館
- 梼原町立歴史民俗資料館
- 龍馬歴史館

## 九州

### 福岡県
- 九州国立博物館
- 福岡市博物館

### 佐賀県
- 佐賀県立博物館
- 佐賀県立宇宙科学館
- 佐賀県立名護屋城博物館

### 長崎県
- 長崎歴史文化博物館

### 熊本県
- 熊本県立装飾古墳館
- 熊本市立熊本博物館
- 熊本市塚原歴史民俗資料館
- 山鹿市立博物館
- 御船町恐竜博物館
- 八代市立博物館・未来の森ミュージアム
- 阿蘇火山博物館

### 大分県
- 大分県立歴史博物館

### 宮崎県
- 宮崎県総合博物館
- 宮崎県立西都原考古博物館

### 鹿児島県
- 宇宙科学技術館（種子島）
- 宇宙科学技術館（内之浦）
- 鹿児島県立博物館
- 鹿児島市立科学館
- 鹿児島県歴史資料センター黎明館
- 鹿児島大学総合研究博物館
- 西郷南洲顕彰館
- 維新ふるさと館
- 石橋記念館
- 鹿児島県上野原縄文の森
- 指宿市考古博物館
- 薩摩川内市川内歴史資料館
- 奄美市歴史民俗資料館
- 奄美市立奄美博物館
- 瀬戸内町立郷土館
- 宇検村生涯学習センター「元気の出る館」
- 財団法人奄美文化財団　原野農芸博物館
- 和泊町歴史民俗資料館

### 沖縄県

#### 国立施設
- 琉球大学博物館・風樹館
- 国立劇場おきなわ

#### 県立
- 沖縄県立博物館・美術館
- 沖縄県平和祈念資料館
- 沖縄平和祈念堂

#### 市町村立
- 伊是名村ふれあい民俗館
- 東村立山と水の生活博物館
- 本部町立博物館
- 今帰仁村歴史文化センター
- 名護博物館
- 宜野座村立博物館
- 恩納村博物館
- うるま市立石川歴史民俗資料館
- うるま市立与那城歴史民俗資料館
- うるま市立海の文化資料館
- 読谷村立歴史民俗資料館
- 読谷村立美術館
- 沖縄市立郷土博物館
- 沖縄市戦後文化資料展示室　ヒストリート
- 宜野湾市立博物館
- 中城村護佐丸歴史資料図書館
- 浦添市美術館
- 那覇市立壺屋焼物博物館
- 那覇市歴史博物館
- 南風原町立南風原文化センター
- 沖縄陸軍病院南風原壕群20号壕
- 豊見城市歴史民俗資料展示室
- 八重瀬町立具志頭歴史民俗資料館
- 久米島博物館
- 南大東村立ふるさと文化センター
- 宮古島市総合博物館
- 宮古島海宝館
- 多良間村ふるさと民俗学習館
- 石垣市立八重山博物館

#### 私立
- 島村屋観光公園民具館
- 反戦平和資料館 ヌチドゥタカラの家
- 琉球村
- 東南植物楽園＆風楽風遊の森
- 沖縄こども未来ゾーン　沖縄こどもの国
- 諸見民芸館
- 国指定重要文化財　中村家住宅
- 佐喜眞美術館
- 首里城公園
- 対馬丸記念館
- 旧海軍司令部壕
- おきなわワールド文化王国･玉泉洞
- ASMUI Spiritual Hikes 沖縄石の文化博物館
- NPO法人 沖縄鍾乳洞協会 沖縄自然遊学資料館
- ひめゆり平和祈念資料館
- みんさー工芸館
- 南嶋民俗資料館
- 喜宝院蒐集館
- 黒島研究所
- 南風資料館

#### 博物館協会
- 沖縄県博物館協会

## 関連文献
- 中房敏朗、松井良明、石井浩一「全国スポーツ博物館一覧」『スポーツ史研究』第13巻、スポーツ史学会、2000年、55-73頁、doi:10.19010/jjshjb.13.0_55。